# 220 Stephania
Stefania o 220 Stephania è un asteroide della fascia principale del diametro medio di circa 31,12 km. Scoperto nel 1881, presenta un'orbita caratterizzata da un semiasse maggiore pari a 2,3488402 UA e da un'eccentricità di 0,2581779, inclinata di 7,58627° rispetto all'eclittica.
Il suo nome fu dedicato a Stefania del Belgio.